# Битва при Юмері
Битва при Юмері (лат. Kauja pie Imeras) — збройний конфлікт між Орденом мечоносців та естами. За Хронікою Лівонії, бій проходив на півдні Валміери біля протоки Юмери.

## Передумови
Перший напад німців на естів стався у місті Отепя у 1208 році за підтримки ливів та латгалів, де було спалено місцевий замок. За цим настанням пішов естонський наступ на Толову та німецький наступ на Сакалу.
Відповідно до Хроніки Лівонії, в 1210 року німці знову напали на Отепю, та був ести вирушили у військову експедицію проти вендів та його фортеця Кесь. Ести взяли в облогу місцевий замок, але вони відступили, коли почули, що обложені отримують підкріплення від військ Каупо. Ести відступили, і коли прибули війська Каупо, вони і гарнізон замку рушили за естами.

## Дані про бій
Мечоносці разом зі союзниками почали рух до Юмери, там в засітці чекали ести. Лицарі побудувались ар'єргардом, ліви з латгалами стали резервом. Як тільки бій почався Ести почали перемагати, далі союзники лицарів втекли ч але їх взяли в полон естів. 20 лицарів змогли відступити до фортеці. Ести після битви насміхались з переможених і сильно мучили полонених.

## Втрати
В битві загинув син та зять Каупо. Також в полон було взято ~100 лівів та латгалів. Загинуло на полі бою багато Мечоносців.